# ميندلهايم
ميندلهايم (بالألمانية: Mindelheim) هي بلدة ألمانية تقع في ألمانيا في Unterallgäu. يقدر عدد سكانها بـ 14,118 نسمة .

## المدن التوأمة
مدن فربانيا، بور-دو-بياج ‏، East Grinstead، سان فيليو دي غيكسولس، شفاتس وترامين على طريق النبيذ هي مدن توأمة لـميندلهايم.

## أعلام
- إرنست باش
- باتريك رايمر
- راينر مورير
- إليزابيث بوم
- أليكس هوفمان